# 페트롤 오피시
페트롤 오피시(Petrol Ofisi)는 터키의 정유 회사이다.